# Marczibányi Lőrinc (alispán)
Puhói és csókai Marczibányi Lőrinc (1784 ? – Csóka, 1847. július 20.) Nyitra vármegye első alispánja, a nádasi és csókai uradalmak tulajdonosa.

## Élete
1838-ban lett császári királyi kamarás. 1840-ben Nyitra vármegye országgyűlési követe volt.
Tetemes vagyona mostoha körülményeknek és ármányoknak esett áldozatul. A család vele állítólag férfi ágon kihalt.

## Művei
- 1838 Beszéd. In: Beszédek, melyek b. Mednyánszky Alajos tiszteletére 1838. szept. 17. Nyitra vármegye főispáni méltóságába lett fényes beiktatása ünnepén mondattak. Nyitra.

## Emléke
- Nevét viselte egy diáksegély a nyitrai piarista gimnáziumban